# B형 남자친구
"B형 남자친구"는 2005년에 개봉한 대한민국의 영화이다.

## 줄거리
이동건이 주인공 영빈 역을 맡았다. 영빈은 잘생겼지만 불쾌한 젊은이로, 영화는 그가 가장 무례한 방식으로 관계를 끊는 장면으로 시작된다. 영빈이 주차 위반 딱지를 떼지 않기 위해 주차된 차에서 기다리고 있다가, 여자친구가 돌아오자마자 그에게 화를 내자, 영빈은 운전석으로 미끄러져 들어가 그녀와 헤어지고 차를 몰아 떠나버려 새로운 전 여자친구를 주차장에 남겨둔다. 처음부터 영빈은 그리 품격 있는 인물이 아니다.
정반대편에는 아름다운 하미(한지혜)가 있다. 그녀는 진정한 사랑을 찾지만 좀처럼 찾지 못하는 온순한 대학생이다. 이런 종류의 영화에서 흔히 그렇듯이, 두 사람은 순전히 우연히 만난다. 하미는 실수로 영빈에게 문자 메시지를 보내고, 곧이어 말 그대로 그와 부딪힌다. 그들의 우연한 만남이 서로를 위한 운명적인 신호라고 느끼는 하미는 영빈과 어울리며 둘 사이에 어떤 화학 반응이 있는지 알아보기로 결정한다. 하미의 진심과 계산을 대신 지불하려는 의지에 매료된 영빈은 이 기회를 잡는다.
하지만 하미의 사촌 채영(신이)은 영빈에게 그다지 매혹되지 않고 하미가 그를 추구하는 것을 만류하려 한다. 채영은 전문 연애 컨설턴트이며 혈액형 성격설의 강력한 신봉자이다. 그녀에 따르면, 영빈은 B형 남자이고 하미는 A형 여자이므로, 영빈은 거만하고 고집스럽고 일반적으로 비열한 반면 하미는 소심하고 순종적일 수밖에 없기 때문에 서로 어울리지 않는 이 둘의 관계는 실패할 수밖에 없다고 한다. 하지만 채영이 임박한 파멸을 예측하는 동안, 행복한 커플은 그들의 혈액형 불일치를 무시하고 사랑을 시도한다.

## 캐스팅
- 이동건 : 영빈 역
- 한지혜 : 하미 역
- 신이 : 채형 역
- 백일섭 : 영빈 부 역
- 유태웅 : 경준 역
- 정려원 : 보영 역
- 김재인 : 은영 역
- 이유정 : 과거녀 역
- 최영진 : 조교 역
- 김재록 : 컨텐츠 사무실 직원 역
- 송창곤 : 투자사 직원 김영임 역
- 김송희 : 내숭녀 역
- 송민지 : 여기자 1 역
- 김꽃비 : 고딩 2 역
- 권민 : 강의실 역
- 이용주 : 인터뷰 남 역
- 박현영 : 인터뷰 여 역
- 김민수 : 버스 연인 역
- 이현우 (우정출연)
- 김해곤 (우정출연)
- 명로진 (우정출연)
- 이진환 (우정출연)
- 고두옥 (우정출연)
- 채태석 (우정출연)
- 김준수 (우정출연)
- 이재호 (우정출연)
- 강기화 (우정출연)